# Ophidiaster bullisi
Ophidiaster bullisi är en sjöstjärneart som först beskrevs av Paul O. Downey 1970.  Ophidiaster bullisi ingår i släktet Ophidiaster och familjen Ophidiasteridae. Inga underarter finns listade i Catalogue of Life.